# Martin Dressen
Martin Dressen (ur. 24 lutego 1983 w Niemczech) – niemiecki bokser, brązowy medalista mistrzostw świata w Bangkoku w wadze lekkiej.

## Kariera amatorska
Jako amator zdobył brązowy medal podczas mistrzostw świata w Bangkoku. W półfinale pokonał go Pichai Sayotha, który zdobył 
srebrny medal.